# KX5
Kx5 è il primo album in studio realizzato dall'omonimo gruppo musicale, composto dai disc jockey e produttori discografici Kaskade e deadmau5.

## Descrizione
Si tratta dell'undicesimo lavoro di Kaskade dopo Christmas (2017) e il nono di deadmau5 dopo W:/2016ALBUM/ (2016).
I due produttori avevano già collaborato più volte a partire dal 2008, con brani di successo tra cui I Remember e Move for Me, entrambi arrivati #1 nella US Dance/Electronic Songs Chart di Billboard.
L'11 marzo 2022, la coppia ha pubblicato il loro singolo di debutto sotto il nome Kx5, Escape con la cantante britannica Hayla. Zimmerman ha detto a Dancing Astronaut che la canzone è "un ritorno al passato a quel tipo di approccio minimalista, a quella house melodica e cantilenante".
Il 6 settembre, il duo ha annunciato che avrebbero pubblicato un album dal titolo omonimo Kx5, uscito poi il 17 marzo 2023.

## Accoglienza
Kx5 è stato generalmente ben accolto dalla critica. Zach Salafia di Dancing Astronaut ha definito l'album "uno degli album migliori e più influenti dell'anno". Sebastian Flores Chong di EDMTunes ha descritto l'album come "inaspettato, ma accolto favorevolmente". Ellie Mullins di We Rave You ha descritto l'album come "un mix di dance nostalgica con l'esperienza di produzione che solo Kaskade e deadmau5 possono mantenere così fresca".
Catherine Smith di MXdawn ha scritto: "Kx5 è un grande album EDM che piacerà ai fan sia dell'elettronica che del pop. I suoi ritmi toccanti e i toni bassi grintosi forniscono a questo disco profondità e sentimento. L'album riesce a mantenere un'energia costante in ogni canzone, con i suoi ritmi trascinanti e sintetizzatori pesanti. Sebbene molte delle canzoni dell'album sembrino fondersi insieme, la voce è ciò che aiuta ogni traccia a distinguersi.".
Il disco ha ricevuto una nomination come miglior album di musica dance/elettronica alla 66ª edizione dei Grammy Awards.

## Concerto all'LA Coliseum
Il 10 dicembre 2022, dopo la loro esibizione di debutto all'EDC 2022, i Kx5 si sono esibiti in un set all'LA Coliseum. Con oltre 46.000 persone presenti, lo spettacolo ha stabilito un record per il più grande evento dance del 2022.

## Tracce
1. Alive (con The Moth & The Flame) (Ryan Raddon, Joel Zimmerman, Finn Bjarnson, Steven Mits, Kenneth Pyfer, Brandon Robbins, Thomas Shaw)
2. Sacrifice (con Sofi Tukker) (Ryan Raddon, Joel Zimmerman, Richard Beynon, Finn Bjarnson, Tucker Halpern, Sophie Hawley-Weld, Steven Mits)
3. Escape (con Hayla) (Ryan Raddon, Joel Zimmerman, Will Clarke, Camden Cox, Eddie Jenkins, Hayley Philippa Williams)
4. Bright Lights (con AR/CO) (Ryan Raddon, Joel Zimmerman)
5. Pwdr Blu (con Brother.) (Ryan Raddon, Joel Zimmerman, Finn Bjarnson, Steven Mits, Kenneth Nathaniel Pyfer, Collin Emery)
6. When I Talk (con Elderbrook) (Ryan Raddon, Joel Zimmerman, Finn Bjarnson, Collin Emery, Maximilian Jaeger, Alexander Kotz, Steven Mits, Brandon Santell)
7. Eat Sleep (con Richard Walters) (Ryan Raddon, Joel Zimmerman, Finn Bjarnson, Steven Mits, Richard Walters)
8. Take Me High (Ryan Raddon, Joel Zimmerman, Finn Bjarnson, Steven Mits)
9. Avalanche (con James French) (Ryan Raddon, Joel Zimmerman, Finn Bjarnson, Johan Brinkhuis, Steven Mits, James Oliver, Marco Porombka)
10. Unobsidian (Ryan Raddon, Joel Zimmerman)

## Classifiche
| Classifica (2023)                     | Posizione massima |
| ------------------------------------- | ----------------- |
| Billboard Top Dance/Electronic Albums | 6                 |